# Samacá

Localização de Samaca no departamento de Boyacá.

Samaca é um município no departamento de Boyacá, na Colômbia.